# Nutricola confusa
Nutricola confusa is een tweekleppigensoort uit de familie van de Veneridae. De wetenschappelijke naam van de soort is voor het eerst geldig gepubliceerd in 1982 door S. Gray.